# Ernst Steinkellner
Ernst Steinkellner (* 3. Oktober 1937 in Graz) ist ein österreichischer Tibetologe und Indologe.

## Leben
Steinkellner wurde 1963 an der Universität Wien im Fach Indologie promoviert, 1967 habilitierte er sich. 1971 begann Ernst Steinkellner als visiting lecturer an der University of Pennsylvania, 1972 wurde er dort Associate Professor of Indian Philosophy. Nach seiner Berufung an die Universität Wien 1973 gründete Ernst Steinkellner das Institut für Tibetologie und Buddhismuskunde, dessen Vorstand er bis 2000 war. Dem darauf folgenden Institut für Südasien-, Tibet- und Buddhismuskunde gehörte er bis zu seiner Emeritierung im Jahre 2006 an. Von 1998 bis 2006 fungierte Steinkellner außerdem als Direktor des Instituts für Kultur- und Geisteswissenschaften Asiens der Österreichischen Akademie der Wissenschaften. 2008 erhielt Ernst Steinkellner den Ludwig-Wittgenstein-Preis.

## Auszeichnungen
- 2004: Großes Silbernes Ehrenzeichen für Verdienste um die Republik Österreich[1]

## Werke
- aus dem Sanskrit übertragen und mit einer Einleitung versehen von Ernst Steinkellner: Shantideva: Der Weg des Lebens zur Erleuchtung. Hugendubel, Kreuzlingen 2005, ISBN 3720526429.
- mit Michael Torsten Much: Texte der erkenntnistheoretischen Schule des Buddhismus. Vandenhoeck und Ruprecht, Göttingen 1995, ISBN 3525823045.